# La Petite Ourse
Ne doit pas être confondu avec Petite Ourse.
La Petite Ourse est une maison d'édition suisse sise à Lausanne, répertoriée active de 1953 à au moins 1966.

## Description et données
Ses livres sont des éditions ou rééditions en Suisse de divers romans. Au format de poche, ils se caractérisent par une couverture toujours identique, plastifiée en marron, représentant une ourse au centre (dessin de Hans Erni) et sans titre sur la couverture. Tous les exemplaires sont numérotés, certains exemplaires étant « réservés aux animateurs de la Guilde du Livre », avec laquelle ces éditions semblent fonctionner.
Le catalogue de la BnF répertorie une trentaine d'ouvrages publiés. Il y en a plus (cette maison d'édition suisse n'est pas tenue au dépôt légal en France): certains ouvrages portent des numéros au-delà de la soixantaine.

## Exemples d'ouvrages publiés
- Paul Morand, Parfaite de Saligny, février 1958.
- Gertrud von Le Fort, La Dernière à l'échafaud, février 1962 (traduit de l'allemand par Blaise Briod).
- Louise de Vilmorin, Madame de..., février 1966 (mentionné comme étant le 64e ouvrage de la collection).